# Високе (Вапнярська селищна громада)
Висо́ке (до 1964 року — Крижопіль) — село в Україні, у Вапнярській селищній громаді Тульчинського району Вінницької області, адміністративний центр Височанського старостинського округу. До 2020 року Високе входило до складу Томашпільського району Вінницької області та було центром Височанської сільської ради. За даними на 2021 рік, населення села становило 768 людей.
Наприкінці XIX та на початку XX століття село Високе (на той час Крижопіль) належало до Ямпільського повіту Подільської губернії. У радянський період село в різний час входило до Крижопільського та Вапнярського районів у складі Тульчинської округи та до Томашпільського, Крижопільського та Тульчинського районів у складі Вінницької області. Під час Другої світової війни село входило до румунської зони окупації з тимчасовою румунською цивільною управою — губернаторства Трансністрія (1941—1944).

## Географія
Село Високе розташоване за 20 км від колишнього районного центру, селища Томашпіль, на межі колишніх Томашпільського, Крижопільського та Тульчинського районів. Рельєф переважно рівнинний, за винятком балки, що врізається в земельний масив у південній частині села. До балки тяжіють схили помірної крутизни із середньо та сильно змитими грунтами. Центральна дорога, що поєднувала колишні Томашпільський та Крижопільський райони, розділяє село на дві частини: більшу, розташовану на рівнині, і меншу, що лежить на ярах. У селі немає річкової води, але є три невеликі ставки. На території, прилеглій до села, протікає річка Берладинка, притока Дохни (басейн Південного Бугу). Поблизу села знаходиться ботанічна пам'ятка природи місцевого значення — Томашпільські дубчаки.

## Назва
Село Високе отримало таку назву в 1964 році, як одне з найвищих сіл Поділля. До 1964 року село носило назву Крижопіль. Причиною зміни назви села була однакова назва села Крижопіль та селища Крижопіль, розташованого за 17 км від села (селище Крижопіль та залізнична станція Крижопіль отримали назву від села Крижопіль). Щодо походження назви Крижопіль є декілька версій:
- За першою версією, назва походить від великого хреста, що стояв біля великої чумацької дороги поруч із селом Крижопіль[5]. Відповідно до цієї версії, ойконім Крижопіль виник складанням основ апелятива «криж» (хрест) і географічного терміну «поле» за ознакою «поселення в полі на перехресті доріг або де стояв хрест»[6].

- За другою версією, назва походить від географічного положення села: у цій місцевості пролягає кряж, що служить вододілом між річковими басейнами Південного Бугу і Дністра[3][7]. Відповідно до цієї версії, слова «кряж» і «поле» утворили назву «кряжопіль», що згодом видозмінилась у Крижопіль[3].

## Адміністративна належність
У результаті адміністративно-територіальної реформи в Україні 2020 року село Високе увійшло до Вапнярської селищної громади в складі Тульчинського району Вінницької області. Згодом село Високе також стало центром Височанського старостинського округу, створеного в межах Вапнярської селищної громади.
Історичні дані
- У Російській імперії станом на 1885—1905 роки село Крижопіль належало до Тиманівської волості Ямпільського повіту Подільської губернії[9][10][11][12], згодом — до Княжівської волості того ж повіту[13].
- 7 (20) листопада 1917 року, відповідно до Третього Універсалу Української Центральної Ради, увійшло до складу Української Народної Республіки[14].

- В Українській СРР село Високе було включене до Крижопільського району[13], створеного в 1923 році в складі Тульчинської округи. У 1925 році село було передане до Вапнярського району[1] — який до 1930 року також входив до Тульчинської округи[15], у червні 1930 року був приєднаний до Вінницької округи[16], у вересні 1930 року переведений у пряме підпорядкування Української СРР[17] та в 1931 році ліквідований із віднесенням території до складу Томашпільського району[18]. Томашпільський район у 1932 році був включений до складу новоствореної Вінницької області[19].

- Під час румунської окупації (1941—1944) село Крижопіль (Crijopol-sat) у складі Томашпільського району (Raionul Tomaspol) було включене до Жугастрівського повіту (Județul Jugastru) губернаторства Трансністрія[20], що знаходилося під тимчасовою румунською цивільною управою.

- Станом на 1946 рік село Крижопіль входило до Томашпільського району Вінницької області УРСР як центр Крижопільської сільської ради[21], з 1959 року — увійшло до Вербівської сільської ради Томашпільського району[22][23], в 1962 році — разом із розформованим Томашпільським районом включене до Крижопільського району[24] та в 1964 році перейменоване на Високе[1]. У 1965 році село Високе разом із Вербівською сільрадою передане до Тульчинського району[25], в 1966 році — повернуте до відновленого Томашпільського району[26]. У 1989 році Високе стало центром Височанської сільської ради[1].

- У подальший період Високе залишалося в складі Томашпільського району Вінницької області УРСР (до 1991 року) та згодом незалежної України (до адміністративно-територіальної реформи 2020 року) як центр Височанської сільської ради.

## Кутки
Місцевості та мікрорайони (кутки) села:
- Причипилівка — виникла в другій половині ХІХ століття; за переказами, утворилася через виділення громадою землі для молодих сімей, які зводили тут свої будинки. Назва походить від того, що нові вулиці ніби «причепилися» до основної частини села.

- Туркова — за переказами, отримала назву завдяки історії часів Кримської війни (1853—1856), коли місцевий житель, солдат Кушнір, привіз до села свою кохану-туркеню, яку місцеві мешканці прозвали «туркою».

- Гонта — названа на честь родини заможних селян Гонта, яка мешкала тут на початку XX століття. Після розкуркулення та Голодомору 1932—1933 років сім'я покинула село.

Також відомі місцевості Короліно й Трояни, а також кутки з назвами, утвореними від прізвищ жителів: «Долина Кучер», «Кокошкова гора», «Сивакова гора», «Бомбелова гора».

## Історія

### Археологічні знахідки
Місцевість села Високе археологічно маловивчена. У місцевій школі зберігаються необпалені ромбоподібні горщики та ребристі миски, прикрашені наколами та гребінцевим штампом, що можуть свідчити про заселення території села в період трипільської культури. Також місцевими жителями були знайдені римські монети та кам'яна статуетка жінки з колоссям пшениці в руках.

### Заснування
За однією з версій, село, ймовірно, виникло у XVI столітті, в період розвитку торгівлі й чумацьких промислів та регулярних набігів татар. За переказами, на місці села були викопані три криниці, які чумаки традиційно копали на обраних місцях відпочинку, а також встановлений великий кам'яний хрест, що встановлювались у випадку смерті або вбивства чумака (також міг позначати місце битви або слугувати дороговказом). Ці три криниці та кам'яний хрест, ймовірно, стали початком появи перших поселень, що згодом утворили село. За іншою версією, поселення виникло з колишніх втікачів з-поміж селян, які втікали в малозаселені райони південних земель Брацлавщини в XVI столітті.
Як і по всій Брацлавщині, у Крижополі, крім землеробства, розвивалися такі промисли, як бортництво, рибальство, тваринництво, а також ремесла: ткацтво, ковальство, столярна справа, соломоплетіння, лозоплетіння, бондарство, кушнірство. Історичних документів про село за XVI—XVII століття не збереглося, однак до початку 1990-х років на околиці села існувало старе кладовище з кам'яними хрестами, датованими XVII століттям.

### У складі Речі Посполитої
Станом на першу половину XVIII століття частиною земель села володіли церква та шляхтич князь Андрій Святополк-Четвертинський. У 1740 році він презентував свої землі Яну Шубовичу, який став настоятелем села. Господарство Яна Шубовича, що стало відоме як фільварок «Кароліно», включало маслобійню, цегельню, ткацький і кушнірський цехи, столярну й ковальську майстерні. Точна дата заснування місцевої церкви невідома та, згідно з описом 1901 року, церква вже існувала в 1740 році, коли помер священник Григорій Базилевич. У середині XVIII століття її переобладнали на храм на честь преподобного Онуфрія.
- Андрій Святополк-Четвертинський (на 1740 рік)
- Яніна із Четвертинських Єловіцька (Єловецька)
- Юзеф Ярошинський (з 1874 року)
- Кароль Ярошинський (з 1904 року)

### У складі Російської імперії
У 1870 році за 7 верст від села Крижопіль було відкрито залізничну станцію Вапнярка Києво-Балтської залізниці, за 14 верст — залізничну станцію Крижопіль; у 1876 році на південь від села також було відкрито станцію Княжеве. У 1874 році село Крижопіль разом із селами Антопіль, Савчине, Колоденка, Ілляшівка з присілком Телятинка та Красногірка Ямпільського повіту, що належали спадкоємцям Яніни із Четвертинських Єловіцької (Єловецької), придбав Юзеф Ярошинський. З 1904 року маєток перейшов до Кароля Ярошинського.
Перед революцією 1917 року поміщику Ярошинському належало 930 десятин землі, 470 десятин належало селянам, які повністю володіли нею, або орендували за половину врожаю, третину чи відробітки. 40 селянських дворів були безземельними. Як під час будівництва залізниці, так і для її обслуговування в пізніші роки, окремі жителі села працювали на залізниці. З розвитком цукроваріння на Поділлі поміщик Ярошинський та більш заможні селяни, яким стало вигідно вирощувати цукровий буряк, кіньми та волами вивозили його до станції Княжеве, а звідти залізницею на Капустянський цукровий завод. На початку XX століття цукровим буряком засівали до 20 десятин землі.
На кінець XIX століття в селі діяла церковнопарафіяльна школа, відкрита священником Яковом Дверницьким, яка в 1889 році отримала статус однокласного початкового народного училища Міністерства народної освіти. В 1898 році в селі була відкрита церковна школа грамоти для дівчаток. У роки Першої світової війни було мобілізовано понад двадцять чоловіків з-поміж жителів села.

### Визвольні змагання
У 1919—1920 роках на території залізничних станцій Вапнярка (за 7 верст від села) та Крижопіль (за 14 верст від села), а також на навколишніх землях відбувалися бойові дії між союзницькими військами УНР і Галицької армії та військами РСЧА і ЗСПР.
Згідно з доповіддю Ольгопільської організації Комуністичної партії (більшовиків) України про організацію опору більшовиків наступу військових загонів Тютюнника — Павленка в напрямку Крижопіль — Вапнярка, у районі села Крижопіль армія Тютюнника із загоном поручика Марчука була розбита Григорієм Котовським, командувачем 2-го Бессарабського полку.

### У складі СРСР

#### Перший радянський період
Упродовж майже всього 1920 року — початку 1921 року в лісах поблизу Крижополя діяли загони повстанців, які, зокрема, вбили більшовицького комісара, який разом із солдатами заготовляв ліс на матеріал та для паротягів. У 1921 році Другий Бессарабський полк остаточно встановив радянську владу в селі. Згідно з архівними документами, з 1919 до 1924 року в селі діяв революційний комітет, який у 1919—1920 роках займався обліком майна, земель та господарською діяльністю, включаючи обробіток посівів і зберігання врожаю. У 1921 році в селі було створено комітет незаможних селян (КНС). У лютому 1923 року створено споживче товариство, у яке увійшов 61 член. У 1923 році також створено сільськогосподарську артіль «Червоний жовтень».
Сільська рада станом на 1924 рік мала в складі 11 членів, всі з яких також були членами КНС. Робота ради була розділена на три секції: адміністративну, економічну та культосвітню. У селі була організована варта майна, худоби та будинків. Також діяли десятихатки, яких на той час налічувалося 40. У КНС станом на 1924 рік входило 78 чоловік. Згідно зі звітом 1927 року, у селі налічувалося: 97 робочих коней віком до 4 років, 70 волів, 170 корів, 63 плуги, 95 борін, 3 молотарки, 3 сівалки, 3 косарки та 2 соломорізки.
Станом на 1928 рік у селі діяли сільськогосподарська артіль «Червоний жовтень», Товариство по спільній обробці землі «незаможних» і супружній гурток «Весняна квітка». В 1929 році у Вапнярці було створено машинно-тракторну станцію (МТС), що обслуговувала сільське господарство села. За свідченнями жителів села, наступ на заможніших селян у селі розпочався із середини 1920-х років, а найбільш жорстокі репресії проти індивідуальних господарів відбулися у 1930—1931 роках. У 1932 році всі заможні родини в селі вже були «розкуркулені». Під час організованого радянською владою Голодомору 1932—1933 років у селі Крижопіль померло понад 50 людей.

#### Друга світова війна
За офіційними даними, під час Другої світової війни село Крижопіль 22 липня 1941 року було окуповане румунськими військами (гірським корпусом 3-ї румунської армії). За переказами мешканців, село з 22 липня тричі переходило з рук в руки, і бої за Крижопіль тривали до 25 липня. На другий день окупації в селі було вбито двох німецьких офіцерів, які проїжджали через село в напрямку Вапнярки. У ході каральної акції у відповідь було спалено понад 40 будинків. Під час окупації на території колишньої школи було влаштовано госпіталь, у селі також дислокувався каральний загін для боротьби проти партизанів і охорони залізниці. За спогадами, румуни змінили німців на початку 1942 року.
Окупація села тривала 964 дні. За актом про збитки села Крижопіль, окупанти спалили понад 50 селянських будинків, розграбували господарство колгоспу «Червоний жовтень» на загальну суму 15 321 тис. карбованців, забрали 80 голів великої рогатої худоби, 40 пар коней, майно та реманент жителів села. 15 березня 1944 року село Крижопіль було зайняте радянськими військами в результаті Умансько-Ботошанської операції 2-го Українського фронту. У боях за село, як і за станцію Вапнярку, брали участь частини 27-ї армії, 52-ї армії та 6-ї танкової армії. Під час війни загинуло 109 воїнів із Крижополя, з яких 54 були мобілізовані в 1944 році.

#### Другий радянський період
За звітом 1945 року, школу в селі було реорганізовано із семирічної в початкову. У колгоспі на той час було 3 трофейні трактори, 30 пар коней, 10 пар волів та стара молотарка. Під час голоду 1946—1947 років загинуло понад 30 жителів села. Деякі із жителів були засуджені до ув'язнення за несанкціоноване збирання колосків або врожаю з полів. У кінці 1940-х років було проведено перепоховання радянських воїнів, які загинули на території села: частину з них поховали на сільському кладовищі в братській могилі, іншу частину, у тому числі 4 невідомих солдати, було перепоховано в центрі села, де в 1950—1957 роках звели пам'ятник.
В 1953 році в колгоспі було 5 тракторів, молотарка та автомашина. Урожай зерна становив 10 ц із гектара, цукрових буряків — 146,6 ц. У господарстві нараховувалося 204 голови великої рогатої худоби, з них 75 корів та 197 свиней. У 1955—1956 роках колгосп отримав новий комбайн, молотарку, автомашину та трактор. У 1958 році Вапнярську МТС було реорганізовано в ремонтно-тракторну станцію (РТС), і колгосп отримав, із поступовою виплатою державі, чотири трактори та три автомашини. Тракторна бригада складалася з 20 осіб. У 1959 році відбулося укрупнення колгоспів, об'єднано Крижопільську та Вербівську сільські ради в одну — Вербівську із центром у селі Вербова. На 1960—1964 роки в спільному колгоспі сіл Вербова та Високе було 15 тракторів, 4 комбайни, 11 автомашин. Урожай зерна становив 20,2 ц з гектара, цукрових буряків — 174 ц. Кількість ВРХ становила 681 голову, з них 235 корів.
У 1961 році було збудовано новий клуб, проведено радіо та розпочато електрифікацію села. Через центр Високого пролягла дорога республіканського значення. У 1960-х роках було побудовано три корівники, кормокухню, свиноферму та птахоферму. У 1972 році завершено будівництво школи на 192 учні. У серпні—листопаді 1989 року створено Височанську сільську раду та колгосп під назвою «Перемога». У 1991 році в центрі села встановлено літак Ан-12 (с/н 9901108, б/н 36 «синій») біля ставка, за сприяння голови колгоспу Івана Спориша, як пам'ятник воїнам-афганцям.

### У складі незалежної України
У травні 2001 року в селі було встановлено пам'ятник Тарасу Шевченку. У 2005 році освячено новозведену церкву святого Онуфрія.
У 2006 році село Високе було підключене до газопостачання. У листопаді 2008 року в селі було відкрито пам'ятний знак на честь жертв Голодомору 1932—1933 років в Україні. У 2019 році місцева парафія ухвалила рішення про перехід з-під юрисдикції Української православної церкви (Московського патріархату) та приєднання до Православної церкви України.

## Церква

### Храм
За описом 1901 року, в 1740 році в селі вже існувала церква, про що відомо з презенти, наданої князем Святополк-Четвертинським майбутньому настоятелю Крижополя Яну Шубовичу після смерті місцевого священника Григорія Базилевича. У середині XVIII століття було влаштовано церкву, освячену на честь преподобного Онуфрія. У 1847 році храм підняли на кам'яний фундамент, добудували притвор та спорудили навіс для захисту від вологи. У 1884 році відбувся капітальний ремонт.
Храм був трикупольний, на зразок Миколаївської церкви 1746 року у Вінниці, та розташовувався в центрі села. Дзвіниця церкви мала чотири куполи та десять дзвонів різних за розмірами, з найбільшим дзвоном (приблизно 60 пудів) на чотирьох стовпах. За переказами жителів, звук цього дзвону було чути в М'ястківці (нині Городківка). Храм продовжував існувати станом на 1935 рік.
У 2005 році в селі відкрили нову церкву святого Онуфрія.

### Парафія
Станом на 1820 рік загальна площа церковних земель становила 62 десятини, на які був дозвіл від князя Четвертинського від 1819 року. З них 2 десятини займали садиби, 42 десятини — орна земля, 17 десятин — сінокоси. Церковні землі були розкидані по всій території села, серед поміщицьких земель, селянської громади, лісів, а також поблизу кордонів Вербови та Шарапанівки.
Серед священників парафії відомий Яків Дверницький (1841—1884), який облаштував церкву та почав судовий процес із поміщиком Ярошинським через ліс на церковній землі. Дверницький також відкрив першу школу, яка з 1889 року перейшла під управління Міністерства народної освіти. У 1888 році коштом поміщика Ярошинського були зведені споруди для причту. У 1898 році в селі відкрили церковну школу грамоти для дівчаток.
У 2019 році парафія ухвалила рішення вийти з-під юрисдикції Української православної церкви (Московського патріархату) та приєднатися до Православної церкви України.

## Населення
За переписом 2001 року постійне населення села становило 806 жителів; наявне населення також становило 806 жителів. Серед постійного населення 99,63 % (803 людини) вказали українську мову як рідну, 0,25 % (2 людини) — російську, 0,12 % (1 людина) — білоруську. Станом на 2018 рік у селі нараховувалось 311 діючих дворів, у яких проживало 800 людей.
Історичні дані
- За даними на 1885 рік, у селі Крижопіль було 129 дворів і 865 жителів[9].

- За даними на 1893 рік, у селі Крижопіль було 133 двори й 1107 жителів[11].

- За переписом 1897 року в селі Крижопіль було 1310 жителів (633 чоловіки й 677 жінок), з яких 1296 жителів були православними[44].

- За даними на 1905 рік, у селі Крижопіль було 290 дворів і 1389 жителів[12].

- За даними на 1925 рік, у селі Крижопіль було 439 господарств і 1826 жителів[13].

- За переписом 1989 року постійне населення села Високе становило 837 жителів (331 чоловік і 506 жінок); наявне населення становило 808 жителів (317 чоловіків і 491 жінка)[45].

|         | 1885 рік | 1893 рік | 1897 рік | 1905 рік | 1925 рік | 1989 рік | 2001 рік | 2018 рік |
| ------- | -------- | -------- | -------- | -------- | -------- | -------- | -------- | -------- |
| Жителів | 865      | 1107     | 1310     | 1389     | 1826     | 837      | 806      | 800      |
| Дворів  | 129      | 133      | —        | 290      | 439      | —        | —        | 311      |

### Мова
Розподіл населення за рідною мовою за даними перепису 2001 року:
| Мова       | Кількість | Відсоток |
| ---------- | --------- | -------- |
| українська | 803       | 99,63 %  |
| російська  | 2         | 0,25 %   |
| білоруська | 1         | 0,12 %   |
| Усього     | 806       | 100 %    |

## Транспорт
Через село Високе проходить територіальна автомобільна дорога Т 0233 Вапнярка — Крижопіль — Піщанка — КПП «Загнітків». Найближчий автовокзал знаходиться в селищі Вапнярка (за 6,9 км).
Вздовж північно-східної межі села Високе проходить магістральна гілка Одеської залізниці, за напрямком Вапнярка — Одеса. Найближчий залізничний вокзал знаходиться в селищі Вапнярка (за 6,9 км). Найближча залізнична станція — станція «Княжеве» — знаходиться на півдні села. В межах села Високе знаходиться залізничний переїзд 1212 км перегону Вапнярка — Княжеве.

## Освіта
Станом на 2024 рік у Високому діяли:
- Височанський дошкільний навчальний заклад (дитячий садок) «Сонечко»[49];

- Височанська гімназія-філія Вапнярського ліцею № 2 (101 учень)[50].

## Пам'ятки

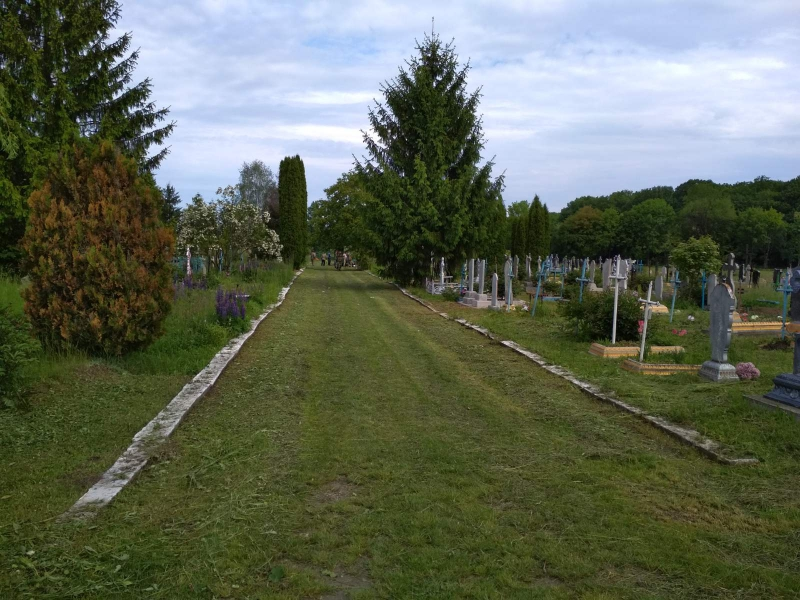
Сільське кладовище

### Пам'ятники
- Пам'ятка «Братська могила 105 радянських воїнів, загиблих при звільненні села» — відкрито в 1956 році, пам'ятка історії місцевого значення[51].

- Літак Ан-12 (с/н 9901108, б/н 36 «синій») — пам'ятник воїнам-афганцям, відкритий у 1991 році за сприяння голови колгоспу Івана Спориша[35].

- Пам'ятник Олексію Миринюку (Миронюку), сільському старості під час румунської окупації[1].

- Пам'ятник Тарасу Шевченку — відкрито в травні 2001 року[1].

- Пам'ятний знак «Жертвам голодомору на Україні в 1932—1933 роках» — відкрито в листопаді 2008 року[37][38].

### Пам'ятки природи
- Томашпільські дубчаки — ботанічна пам'ятка природи місцевого значення, знаходиться поблизу села.

## Відомі люди
- Рудич Калинник Несторович (1875 — після 1917) — священник села Крижопіль у 1897—1906 роках, депутат IV Державної думи від Подільської губернії (з 1912 року)[52].

- Спориш Іван Дмитрович (нар. 1959) — керівник приватного сільськогосподарського підприємства «Перемога» села Високе з 1988 року, народний депутат Верховної Ради України VIII скликання. Народився в Комаргороді.

Військовослужбовці, які загинули під час російсько-української війни
- Мужейко Євген Борисович (1977—2022) — командир 2-го мотопіхотного відділення, командир машини 3-го мотопіхотного взводу 1-ї мотопіхотної роти в/ч А2960. Народився у Високому, житель села. Загинув у лютому 2022 року під час обстрілу Антонівського мосту в Херсонській області[53].

- Волошенюк Павло Васильович (1971—2022) — солдат, кулеметник стрілецького відділення стрілецького взводу стрілецької роти стрілецького батальйону. Житель Високого. Загинув 19 серпня 2022 року під час артилерійського обстрілу поблизу населеного пункту Таврійське Херсонської області. Похований у Високому[54].

- Шумлянський Максим Анатолійович (2002—2024) — молодший сержант, інспектор прикордонної служби 2-ї категорії — навідник-оператор 2-го відділення інспекторів прикордонної служби 3-ї прикордонної застави 1-го відділу прикордонної служби (тип С) прикордонної комендатури швидкого реагування. Загинув 7 квітня 2024 року в районі населеного пункту Новомихайлівка Донецької області. Похований у Високому[55].

- Новоженюк Сергій Павлович (1993—2024) — старший сержант, водій-радіотелефоніст 1-го стрілецького відділення 1-го стрілецького батальйону. Житель Високого. Загинув 8 квітня 2024 року під час мінометного обстрілу поблизу населеного пункту Білогорівка Луганської області. Похований у Високому[56].